# ウ・バ・キン
サヤジ・ウ・バ・キン（英: Sayagyi U Ba Khin、1899年3月6日 - 1971年1月19日）は、ミャンマーの会計士。経済相。在家のヴィパッサナー瞑想の指導者としても知られる。レディ・サヤド系の瞑想法を、その在家の弟子であるテッ・ジから受け継ぎ、サティア・ナラヤン・ゴエンカへと継承した。

## 略歴
- 1917年 奨学金を得て高校入学する。
- 1926年 会計士となる。
- 1948年 ビルマ連合の最初の経済相となる。
- 1950年 在家用の、ヴィパッサナー瞑想を会計士協会の一般のオフィスで学べるようにした。
- 1967年 政府の要職から引退する。
- 1971年 手術の合併症により死去。